# Cala d'en Remendon
La cala d'en Remendon és una platja natural inclosa a l'espai d'interès natural (PEIN) de Castell-Cap Roig al terme municipal de Palamós (Baix Empordà). És la continuació de cala Estreta, passat l’escull que les divideix en dos i consisteix en una mitja lluna fins al següent escull de roques, que la separa de la cala de Roca Bona. Sovint se la confon amb la cala Estreta. Orientada al sud-est, té una longitud de 170 metres i una amplada mitjana de 8 metres, formada per sorra gruixuda, grava i còdols. No disposa de cap servei. S'hi accedeix a peu pel camí de ronda, des de la platja de Castell. S'hi practica el nudisme.
Forma part d'un grup de quatre platges: cala Estreta, cala d'en Remendon, cala de Roca Bona i la cala del Cap de Planes, connectades entre elles per roques que sobresurten al mar i que fan d'espigons naturals, afavorint l'acumulació de sorra. A l’última platja, cap de Planes, és on acaba el terme municipal de Palamós. Enfront d'elles, aproximadament a un quilòmetre, hi ha les illes Formigues.
L'Agència Catalana de l'Aigua efectua un control setmanal de la qualitat de l'aigua, durant la temporada de bany, amb el resultat d'excel·lent.